# Реино (Беневенто)
Реино (итал. Reino) је насеље у Италији у округу Беневенто, региону Кампанија.
Према процени из 2011. у насељу је живело 672 становника. Насеље се налази на надморској висини од 406 м.

## Становништво
Према резултатима пописа становништва 2011. у општини је живело 1.262 становника.
| 1931. | 1936. | 1951. | 1961. | 1971. | 1981. | 1991. | 2001. | 2011. |
| ----- | ----- | ----- | ----- | ----- | ----- | ----- | ----- | ----- |
| 1.803 | 1.796 | 1.881 | 1.709 | 1.497 | 1.365 | 1.370 | 1.360 | 1.262 |